# Ortlergroep
De Ortlergroep (Italiaans: Alpi dell'Ortles, Duits: Ortlergruppe), de Ortler Alpen of het Ortlermassief zijn benamingen voor een bergmassief in de Italiaanse regio's Lombardije en Zuid-Tirol. Het uiterste puntje van de bergketen in het noordoosten ligt in het Zwitserse kanton Graubünden. De keten wordt gerekend tot de Zuidelijke Rätische Alpen, een deel van de Zuidelijke Kalkalpen.
De groep is vernoemd naar de hoogste bergtop in de keten, de 3905 meter hoge Ortler (Ortles). In de bergketen is ook een deel van het Nationaal Park Stelvio gelegen. Gedurende de Eerste Wereldoorlog vormde het Ortlermassief het toneel voor grote veldslagen tussen Oostenrijkse en Italiaanse legers.

## Geografie
In het noorden scheidt het hoogst gelegen deel van het dal van de Adige, de Vinschgau, de Ortlergroep tot bij Meran van de Ötztaler Alpen. Vanaf Meran loopt de begrenzing naar het zuiden tot bij het Lago di Santa Giustina bij Cles en dan verder naar het westen door het Val di Sole tot over de 1883 meter hoge bergpas Tonalepas naar Edolo. Verder naar het westen wordt het Ortlermassief van de Bergamasker Alpen gescheiden door de Passo dell'Aprica. In het westen wordt het Ortlermassief begrensd door de Adda. Het Val Müstair scheidt de Ortlergroep in het noordwesten van de Sesvennagroep.
Naast de Adda en de Adige zorgen ook de rivieren de Oglio en de Noce voor ontwatering van de Ortlergroep. Het Ortlermassief herbergt talrijke gletsjers.

## Indeling
Het Ortlermassief wordt in twee groepen onderverdeeld: de Ortler-Cevedale-groep (Gruppo dell'Ortles-Cevedale) en de Sobretta-Gavia-groep. De grens tussen beiden onderverdelingen loopt van de Tonalepas naar het noordwesten over de 2621 meter hoge Gaviapas en verder door het Valle Furva tot aan de Adda.
- Ortles-Cevedale
  - Ortles
  - Cevedale
  - Venezia-Sternai
- Sobretta-Gavia
  - Costiera del monte Gavia
  - Sobretta

## Aangrenzende gebergten
De volgende gebergten grenzen aan de Ortlergroep:
- Oostelijke Rätische Alpen
  - Ötztaler Alpen (in het noorden)
  - Sarntaler Alpen (in het noordoosten)
- Zuidelijke Rätische Alpen
  - Nonsberggroep (in het oosten)
  - Brenta Dolomieten (in het zuiden)
  - Adamellomassief of Adamello-Presanella Alpen (in het zuiden)
- Bergamasker Alpen (in het zuidwesten)
- Westelijke Rätische Alpen
  - Livigno-Alpen (in het westen)
  - Sesvennagroep (in het noordwesten)

## Bergtoppen
De belangrijkste en bekendste bergtoppen in de Ortler-Cevedale-groep zijn:
- Ortles (Duits: Ortler), 3905 meter
- Gran Zebrù (Duits: Königspitze), 3857 meter
- Monte Cevedale (Duits: Zufallspitze), 3778 meter
- Monte Zebrù, 3735 meter
- Palón della Mare, 3705 meter
- Punta San Matteo, 3692 meter
- Monte Viòz, 3644 meter
- Punta Thurwieser (Duits: Thurwieserspitze), 3641 meter
- Pizzo Tresero, 3602 meter
- Cima Vertana (Duits: Vertainspitze), 3541 meter
- Grande Angelo (Duits: Hoher Angelus), 3521 meter
- Punta delle Bàite (Duits: Tuckettspitze), 3458 meter
- Cima Sternai (Duits: Hintere Eggenspitze), 3443 meter
- Gioveretto (Duits: Zufrittspitze), 3439 meter
- Cima di Solda, 3387 meter
- Cima Sternai Meridoniale (Duits: Vordere Eggenspitze), 3385 meter
- Cima Venezia (Duits: Veneziaspitze), 3384 meter
- Croda di Cengles (Duits: Tschenglser Hochwand), 3378 meter
- Monte Confinale, 3370 meter
- Corno dei Tre Signori, 3360 meter
- Punta Beltovo (Duits: Schöntaufspitze), 3325 meter
- Piz di Lasa (Duits: Laaser Spitze), 3304 meter
- L'Orecchia di Lepre (Duits: Hasenöhrl), 3257 meter
- Piz Murtaröl, 3180 meter
- Monte Subraida, 3125 meter
- Cresta di Reit, 3075 meter
- Pizzo di Forcola, 3004 meter
- Punta d'Albiolo (Duits: Albiolo-Spitze), 2980 meter
- Cima Mezzana, 2845 meter

De belangrijkste bergen in de Sobretta-Gavia-groep zijn:
- Monte Sobretta - 3.296 m
- Punta di Pietra Rossa - 3.275 m
- Monte Gavia - 3.220 m
- Punta Valmalza - 3.094 m
- Cima di Savoretta - 3.053 m
- Monte Padrio - 2.153 m

## Berghutten
- Rifugio Guido Larcher, 2608 meter
- Payer Hütte, 3029 meter

## Bergpassen
1. Hochjoch, 3536 meter (Sulden naar Val di Zebrù)
2. Viozpas, 3337 meter (Santa Caterina Valfurva naar Peio)
3. Königsjoch, 3295 meter (Sulden naar Santa Caterina)
4. Cevedalepas, 3271 meter (Santa Caterina naar Martell)
5. Eisseepas, 3133 meter (Sulden naar Martel)
6. Passo del Zebrù, 3025 meter (Santa Caterina naar Val di Zebrù
7. Sallentjoch, 3021 meter (Martell naar Bagni di Rabbi)
8. Sforzellinapas, 3005 meter (Santa Caterina naar Peio)
9. Tabarettascharte, 2883 meter (Sulden naar Trafoi)
10. Stelviopas, 2760 meter (Trafoi naar Bormio)
11. Gaviapas, 2637 meter (Santa Caterina naar Ponte di Legno)
12. Tonalepas, 1883 meter (Vermiglio naar Ponte di Legno)

Van deze bergpassen zijn de Gaviapas, de Stelviopas en de Tonalepas met de auto te berijden. De Tabarettascharte is een voetpad, de overige passen zijn besneeuwde passen op grote hoogte.
De Sobretta-Gavia-groep wordt doorkruist door één verharde weg: de Mortirolopas.